# Lumbarda
Gmina Lumbarda (chorw. Općina Lumbarda) – miejscowość i gmina w Chorwacji, w żupanii dubrownicko-neretwiańskiej. Jest położona na wyspie Korčula, około 6 km od miasta Korčula.
W miasteczku zlokalizowany jest port, umiejscowiony wokół zatoki Prvi Žal. W okolicy znajdują się również naturalne plaże Bili Žal i Vela Pržina.
Na wzgórzu Glavica znajduje się trzynawowy, parafialny kościół Świętego Rocha (sv. Roka) – patrona Lumbardy. W okolicy można także znaleźć kościół św. Krzyża (sv. Križa) z 1774 oraz kilka mniejszych kaplic (św. Bartuli, św. Piotra, Narodzin Najświętszej Marii Panny).

## Historia

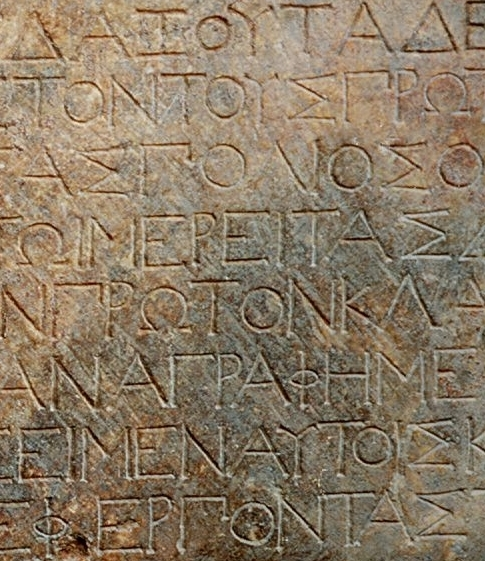
Kamienny napis

W okolicy istniała w III wieku p.n.e. grecka osada rolnicza. Z tego okresu pochodzą wykopaliska ze wzgórza Koludrt – ceramika, monety, groby, a także napis wyryty w kamieniu traktujący o podziale ziemi między Grekami a Ilirami (Psefizma te Gnathia). Jest to najstarszy tego typu pisany dokument na wybrzeżu Adriatyku. Napis znajduje się obecnie w Muzeum Archeologicznym w Zagrzebiu, a jego kopia w muzeum w Korčuli.
W pobliżu Bili Žal znajdował się rzymski majątek ziemski.
W XVI wieku osada stała się miejscem budowy willi dla majętnych Korčulan, niektóre z nich istnieją do dziś (Nobilo, Milina, Kršinić).

## Gospodarka
Mieszkańcy trudnią się głównie działalnością turystyczną, rybołówstwem i rolnictwem. Dominuje uprawa winogron. Produkuje się tutaj wiele lokalnych win, w tym Maraštinę, Pošip i Grk. W okresie zbierania pomarańczy corocznie organizuje się festyny (Trganja naranče).

## Kultura
Z Lumbardy pochodzi wielu współczesnych rzeźbiarzy i kamieniarzy. Urodzili się tutaj Ivo Lozica (1910–1943), Lujo Lozica (1934), Stipe Nobilo (1945) oraz Frano Kršinić (1897–1981), którego pomnik z brązu, upamiętniający ofiary II wojny światowej, znajduje się w centralnym miejscu miasteczka. Jego dziełem jest również relief Rybacy na budynku hotelu.
W okolicy kościoła św. Rocha znajduje się galeria lokalnego artysty Ivana Jurjevicia Kneza (ur. 1920). W miasteczku działa również towarzystwo kulturalno-artystyczne.

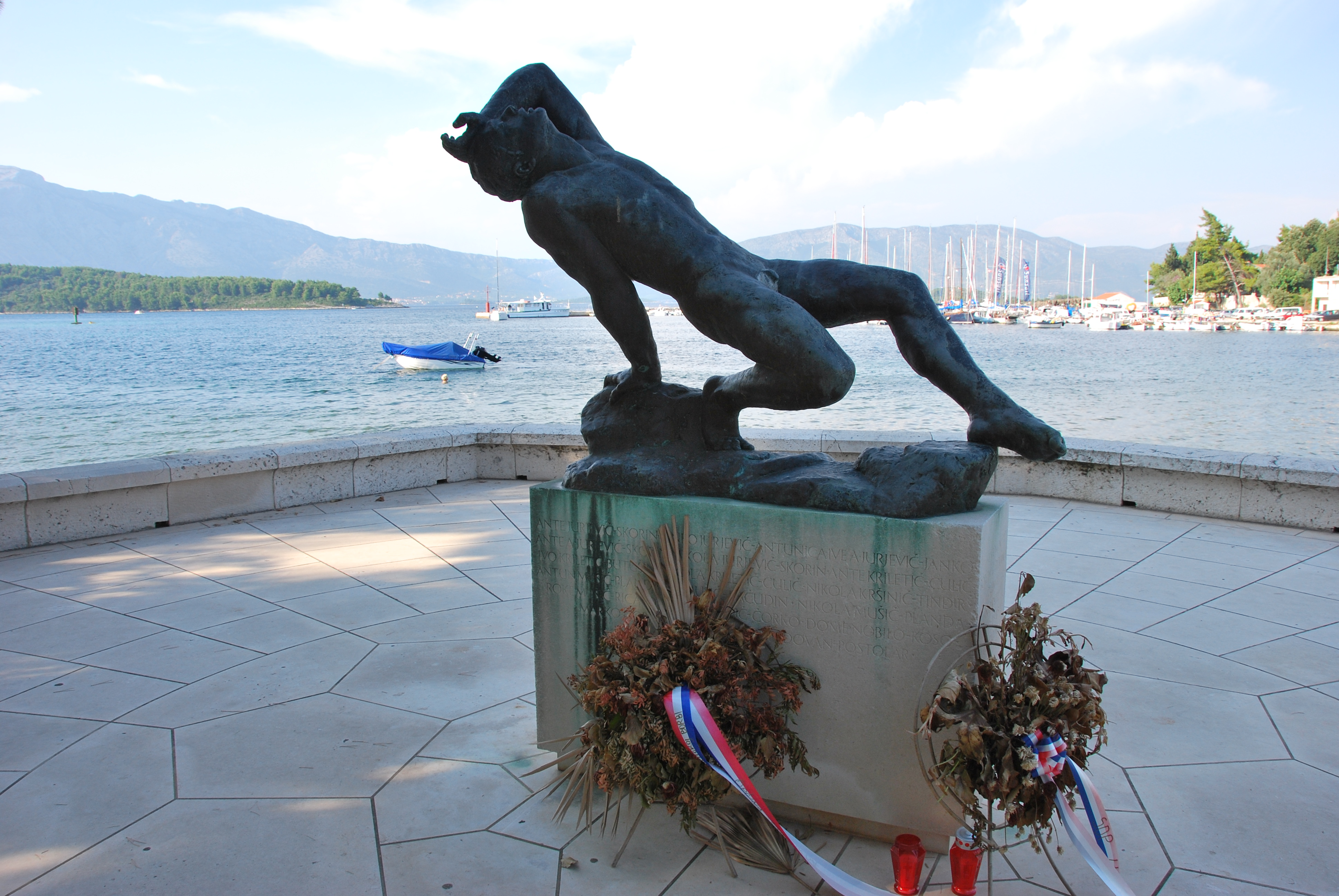
Pomnik upamiętniający ofiary II wojny światowej autorstwa Frano Kršinicia
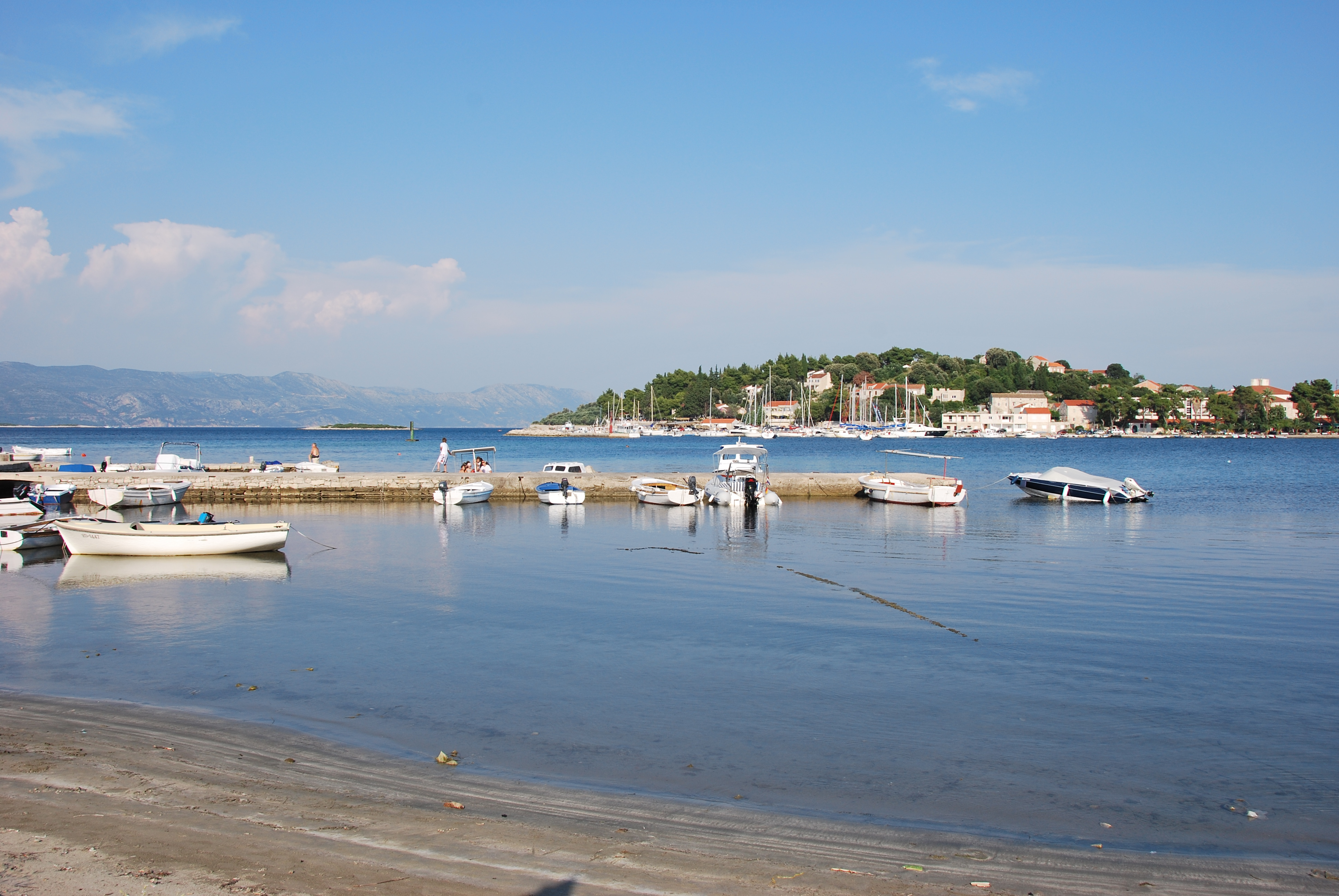
Widok na port
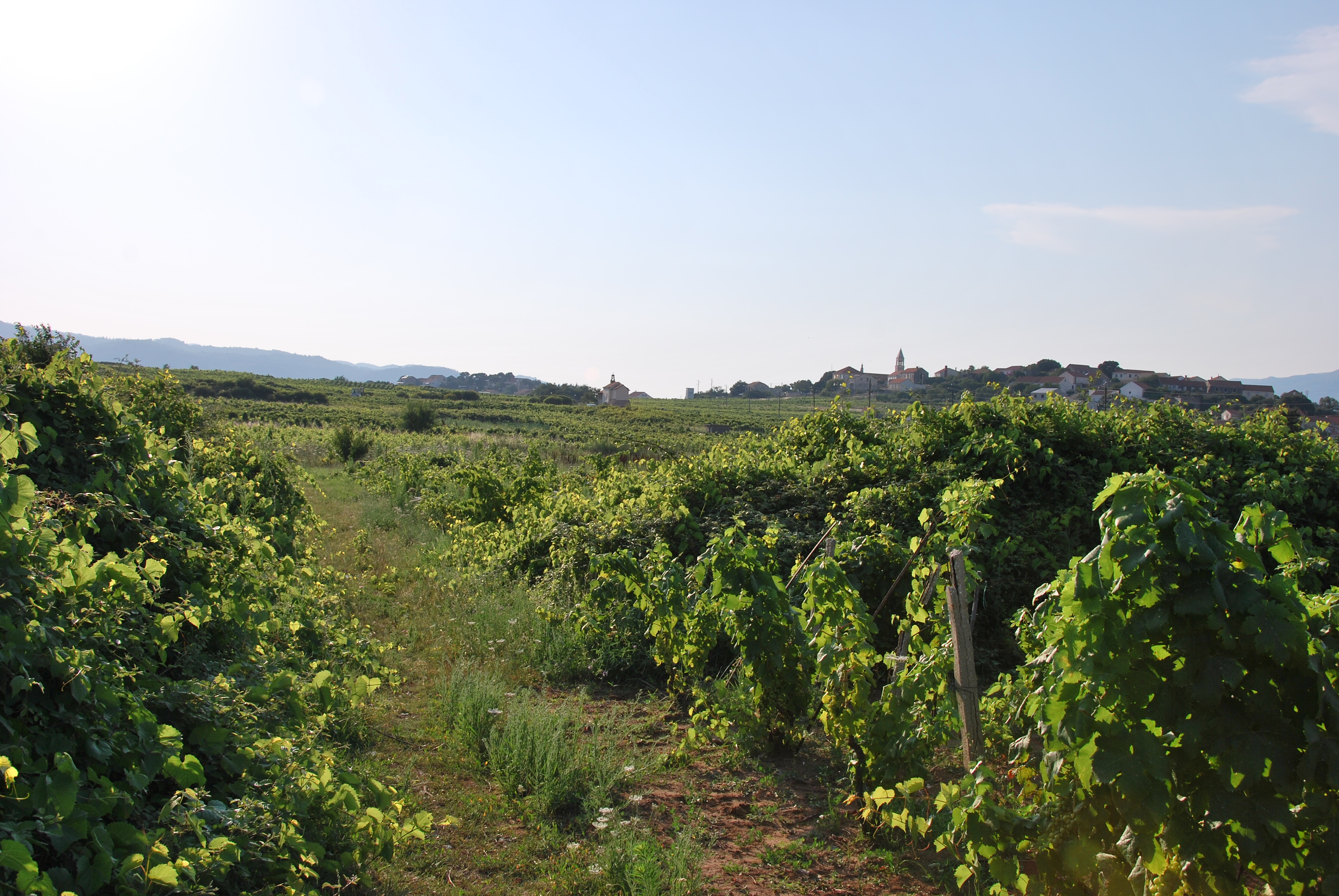
Winnice w okolicach Lumbardy
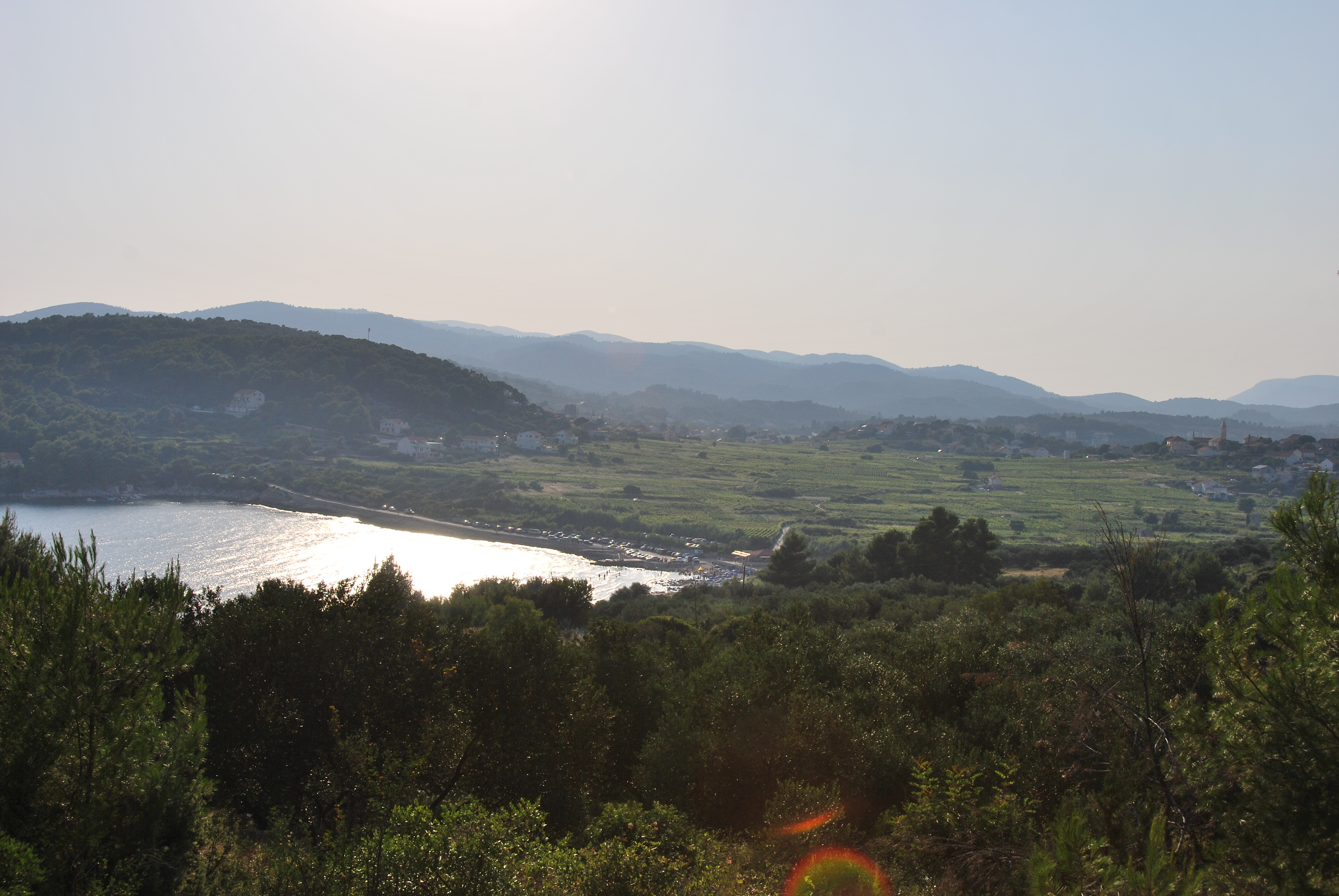
Panorama okolic Lumbardy, po lewej widać plażę Vela Pržina
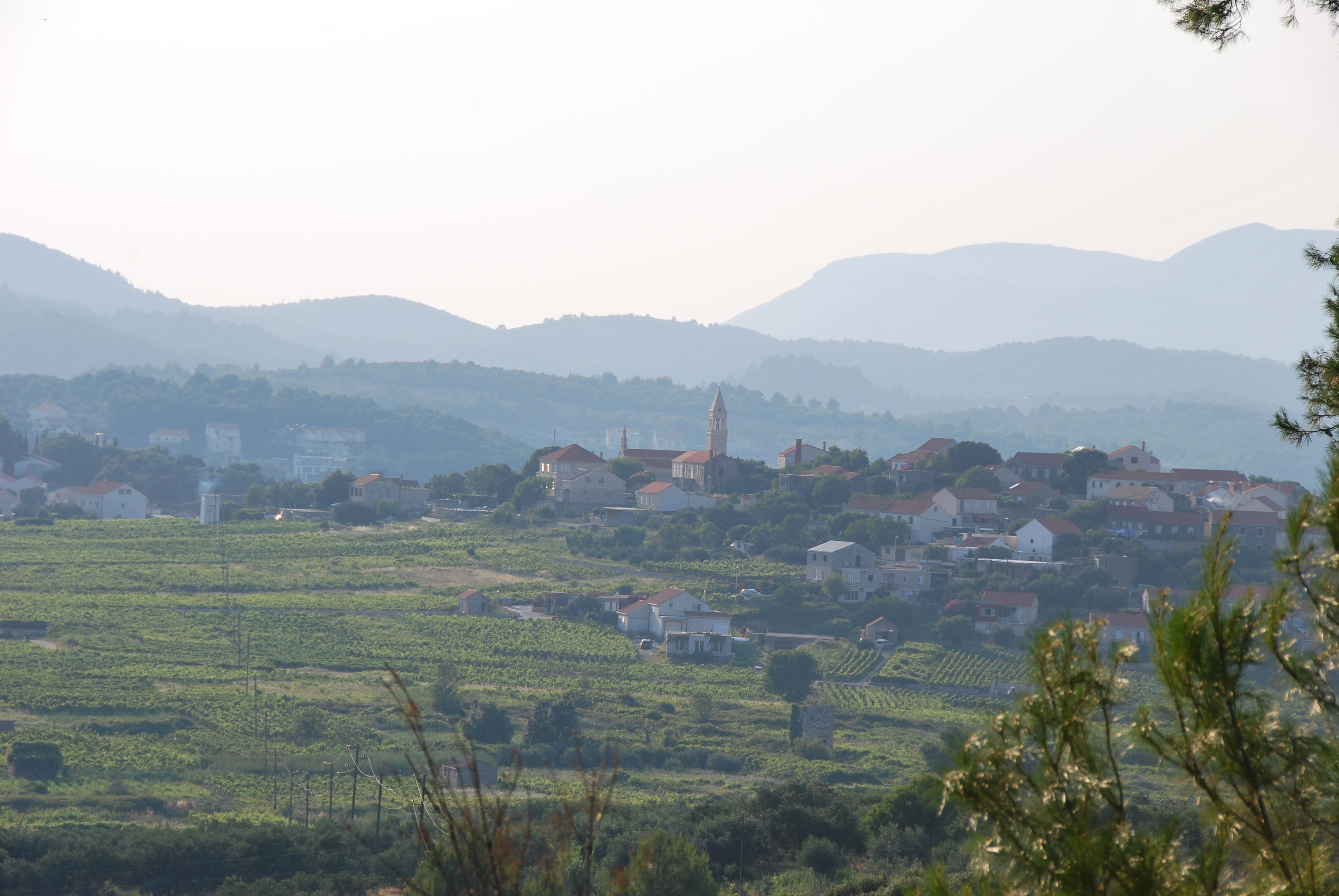
Widok na Lumbardę
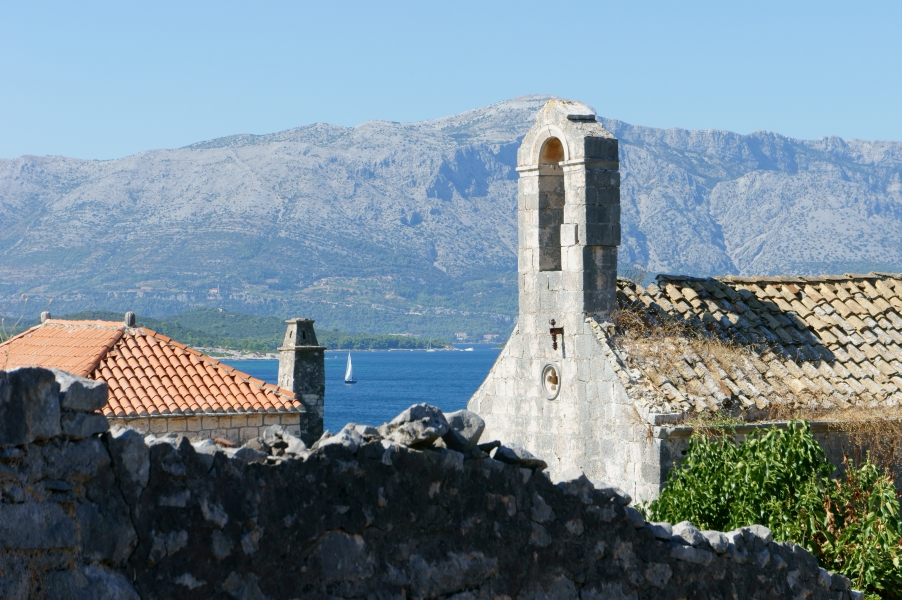
Widok z Lumbardy na półwysep Pelješac
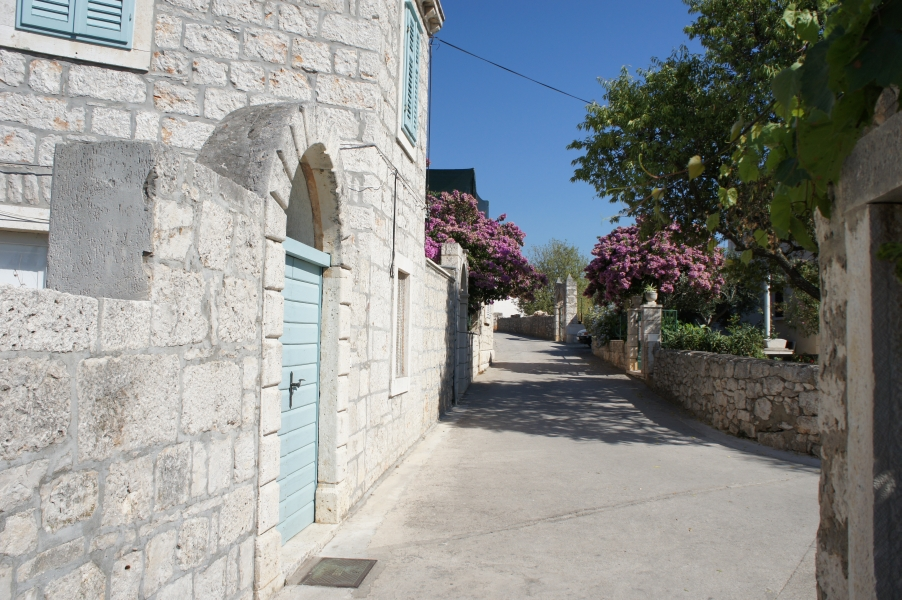
Stare domy w Lumbardzie
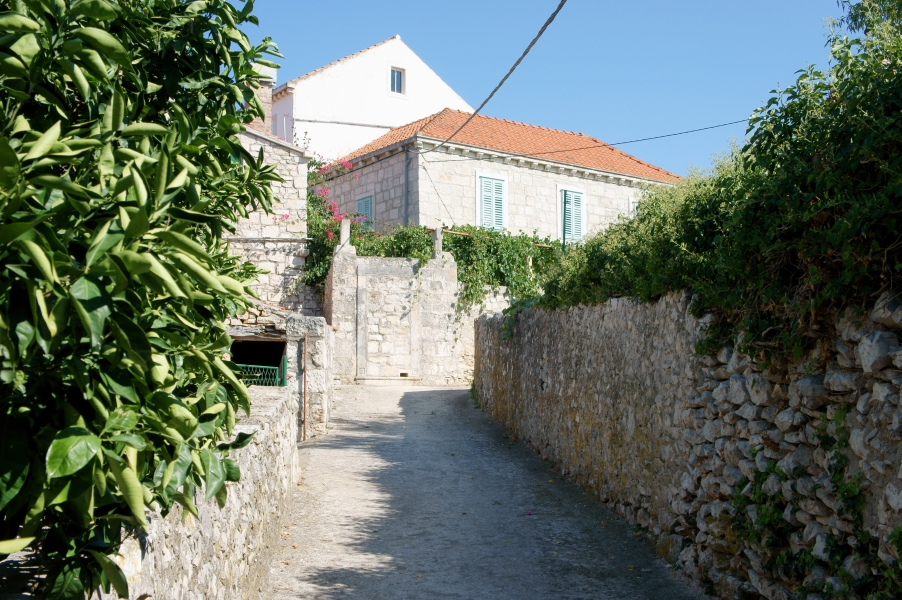
Uliczka w Lumbardzie